# Jackson (Wyoming)
Jackson è un centro abitato (town) degli Stati Uniti d'America, capoluogo della Contea di Teton dello Stato del Wyoming. Nel censimento del 2010 la popolazione era di 9 577 abitanti. Nel 2014 viene però stimata di 10 449 abitanti. Capoluogo di contea, la cittadina si trova all'estremo sud del Parco nazionale del Grand Teton. L'economia locale, un tempo imperniata sull'allevamento, oggi si basa sul turismo, specialmente invernale, con 3 stazioni sciistiche situate nei dintorni. Jackson è famosa anche per essere una comunità postapocalittica all'interno dei videogiochi The Last of Us e The Last of Us Parte II.

## Geografia fisica
Secondo i rilevamenti dell'United States Census Bureau, la località di Jackson si estende su una superficie di 7,4 km², tutti occupati da terre.

## Popolazione
Secondo il censimento del 2000, a Jackson vivevano 8 647 persone, ed erano presenti 3 631 gruppi familiari. La densità di popolazione era di 1171,4 ab./km². Nel territorio comunale si trovavano 3 861 unità edificate. Per quanto riguarda la composizione etnica degli abitanti, il 89,37% era bianco, lo 0,21% afroamericano, lo 0,77% nativo, lo 0,62% asiatico, lo 0,03% delle isole del pacifico, il 7,62% di altre razze e l'1,36% apparteneva a due o più razze. La popolazione di ogni razza ispanica corrispondeva all'11,84% degli abitanti.
Per quanto riguarda la suddivisione della popolazione in fasce d'età, il 18,4% era al di sotto dei 18, il 19,3% fra i 18 e i 24, il 43,7% fra i 25 e i 44, il 18,2% fra i 45 e i 64, mentre infine il 5,8% era al di sopra dei 65 anni di età. L'età media della popolazione era di 31 anni. Per ogni 100 donne residenti vivevano 117,5 uomini.

## Infrastrutture e trasporti
La città è servita dall'Aeroporto di Jackson-Hole, sito a 11 km a nord della città.